# Армилл

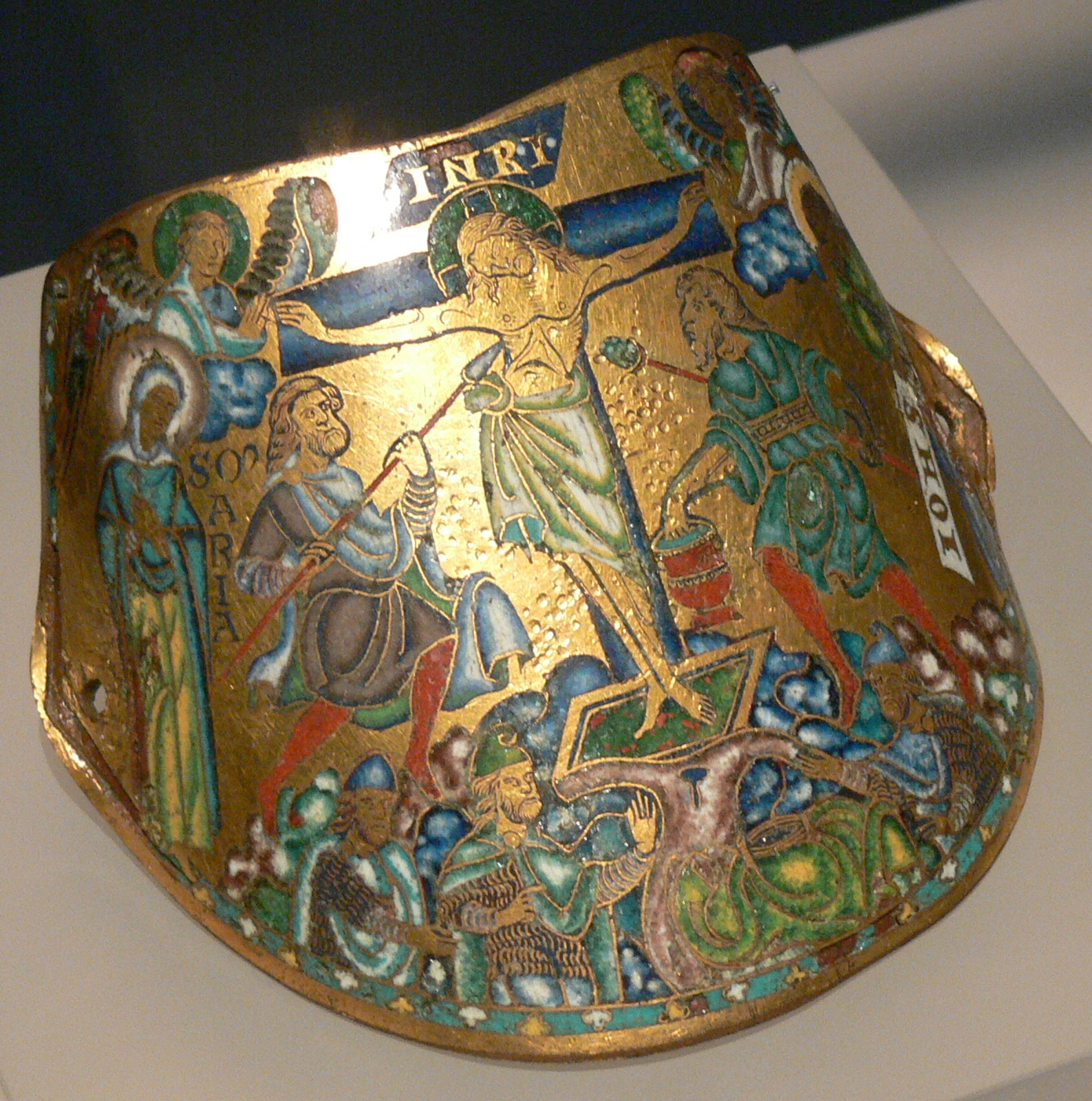
Армилла маасской школы, эмалированная позолоченная медь, 1170-е годы, ныне в Германском национальном музее. Её пара в Лувре здесь

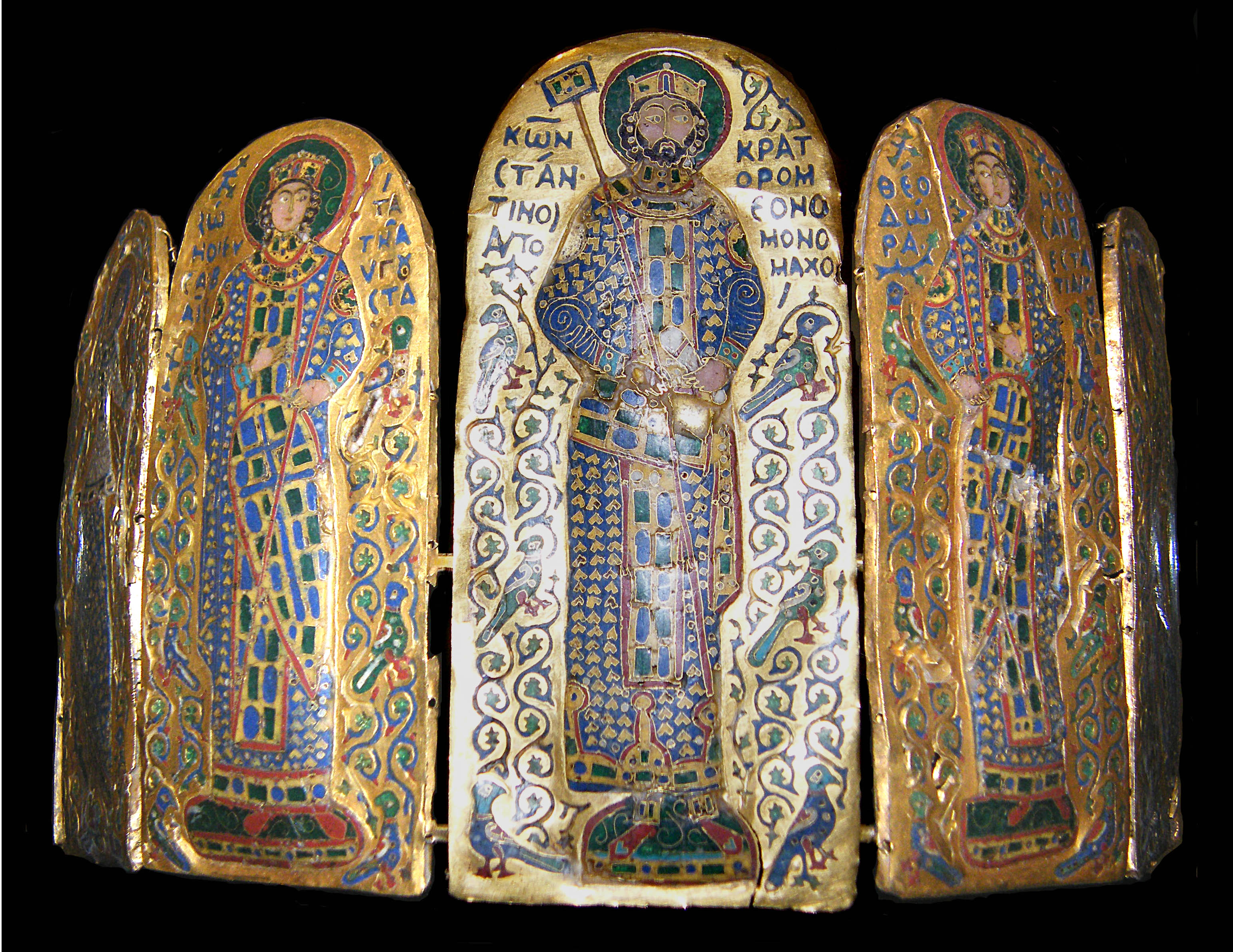
Корона Мономаха, возможно армилла

Армилл, или армилла (лат. armillae, множественное число от armilla) — тип средневекового браслета или нарукавника, обычно из металла, который носят парами, по одному на каждую руку. Их обычно носили как часть королевских регалий, например, на коронации, или, возможно, как часть особо величественных литургических облачений. Возможно, их носили вне церемоний. Армиллы предположительно происходят от древнеримской армиллы, которая была формой военного украшения. Они, в свою очередь, произошли от нарукавников, которые носили некоторые «варварские» народы, в том числе древние кельты и скотты. Форма изменчива; все три рассмотренных ниже примера имеют совершенно разные формы.
Оставшиеся от Средневековья армиллы исчезающе редки; самая известная пара ныне разделена между Лувром и Германским национальным музеем в Нюрнберге (см. фото), когда-то находившаяся в Эрмитаже. Они были найдены в гробнице великого князя Владимиро-Суздальского Андрея Боголюбского (ум. 1174) во Владимире и, возможно, были дарами императора Фридриха I Барбароссы (годы правления 1152–90), принявшего посольство от великого князя в 1165 году. Это высококачественная работа Маасской школы с выемчатой эмалью на позолоченной меди, изображающая Воскресение Иисуса (Лувр) и Распятие (Нюрнберг). Они, вероятно, надевались на плечо или в противном случае только частично обхватывали конечность и имели отверстия (шесть в примере из Лувра), с помощью которых они предположительно прикреплялись к ремешкам или лентам или пришивались к одежде ниже. Считается, что они были сделаны для ношения самим императором.
Подобная пара была нарисована когда-то до 1765 года и описана в книге, опубликованной в 1790 году. Тогда они находились в Имперском казначействе в Нюрнберге вместе со своими ремешками для крепления, но с тех пор исчезли. В них были сцены Рождества Иисуса и Введения во храм.
Недавно было высказано предположение, что эмалированные пластины из короны Мономаха в Будапеште изображают византийского императора Константина IX Мономаха, но, вероятно, сделаны не для него; и на самом деле могут быть частью армилл, а не короны, как обычно считается. Это золотые пластины, украшенные перегородчатой эмалью, но, несмотря на богатые материалы, качество исполнения далеко от совершенства, а надписи содержат простые ошибки; возможно, они были заказаны в спешке для особого случая. Они были найдены в 1860 году в поле на территории современной Словакии.
Самые старые из сохранившихся драгоценностей короны Соединённого Королевства, где их обычно называют армиллами, принадлежат королю Карлу II, а самые новые были созданы для коронации королевы Елизаветы II в 1953 году. Армиллы Елизаветы II были подарены королеве правительствами различных стран Содружества и представляют собой цельные круглые браслеты из 22-каратного золота с подкладкой из малинового бархата, со скрытой петлёй и пружинной защёлкой. Однако большинство британских монархов не носили армиллы во время коронации.
Термин «армилла» используется в английской Liber Regalis (вероятно, 1382 г.) для описания столы, подобной византийскому имперскому лоруму, однако считается, что это путаница в значении слова.